# Stefano Tempesti

Stefano Tempesti (n. Prato, Italia, 9 de junio de 1979) es un reconocido portero italiano de waterpolo del Pro Recco y de la Selección de waterpolo de Italia.

## Biografía
Ha sido internacional con la selección italiana de waterpolo en numerosas ocasiones.
En el campeonato del mundo de natación en Roma 2009 fue nombrado el mejor portero del campeonato.

## Palmarés

### Nacional
- Campeón del Scudetto 2007
- Campeón de la Copa de Italia 2007
- Campeón de la Copa de los Campeones 2007
- Campeón de la Supercopa de Europa 2007
- Campeón del Scudetto 2006
- Campeón de la Copa de Italia 2006
- Campeón Supercopa de Europa 2004
- Campeón Copa de la Coppe 2001

### Internacional
- Oro en el Campeonato del Mundo de Shanghái de 2011
- 11.º en el Campeonato del Mundo de Roma de 2009
- Medalla de plata en la World League 2003
- Medalla de plata en el Campeonato del Mundo de Barcelona (España) 2003
- Medalla de plata en los Juegos del Mediterráneo de Túnez 2001
- Medalla de plata en la FINA Cup 1999